# خیرآباد (بمپور)
خیرآباد روستایی در دهستان خیرآباد بخش مرکزی شهرستان بمپور استان سیستان و بلوچستان ایران است.

## جمعیت
بر پایه سرشماری عمومی نفوس و مسکن در سال ۱۳۹۵ جمعیت این روستا ۲٬۱۲۲ نفر (۵۴۸خانوار) بوده‌است.